# Escut del Bellestar
L'escut del Bellestar és un símbol representatiu oficial de l'entitat menor local del Bellestar al municipi valencià de la Pobla de Benifassà (Baix Maestrat). Té el següent blasonament:
| « | Escut quadrilong de punta redona. Truncat. Al primer quarter, d'atzur, un poble de plata, perfilat de sable; al segon quarter, de gules, una mitra abacial d'or, amb flor de lis, acoblada en barra de bàcul del mateix metall, mirant a l'interior. | » |

## Història
L'escut va ser aprovat per Resolució de 26 de juny de 2020 de Presidència, publicada al DOGV núm. 8852 de 8 de juliol. El projecte, proposat pel Consell Tècnic d'Heràldica i Vexil·lologia, va ser aprovat inicialment per acord de la Junta Veïnal del Bellestar en sessió del 25 de febrer de 2019, publicat al DOGV núm. 8519 d'1 d'abril.

Al segon quarter es representa l'insígnia dels abats de Santa Maria de Benifassà, senyors del poble i de tota la Tinença, que a més constituïx l'escut de la Pobla de Benifassà. Segons el projecte del Consell Tècnic, 
| « | ...aquest Consell considera que en l'escut de l'entitat local menor de Ballestar ha de figurar necessàriament algun element que associe la població amb el monestir que va propiciar no solament el seu origen sinó que va determinar també el seu posterior desenvolupament... | » |